# Marie Verdi
Pour les articles homonymes, voir Verdi (homonymie).
Marie Verdi est une actrice belge. Elle a tenu de nombreux rôles secondaires à la télévision, au cinéma et au théâtre.

## Biographie
Marie Verdi est une ancienne élève du Conservatoire royal de Bruxelles. Elle est notamment connue pour avoir tenu le rôle-titre de Sandra, princesse rebelle, feuilleton diffusé à l'été 1995 sur TF1. C'est à cette occasion qu'elle a adopté son nom de scène, son véritable nom ayant des consonances trop flamandes.

## Filmographie

### Cinéma

#### Courts métrages
- Anemonia de Claes Kens
- Speed de Pascal Zabusv
- Ève de Martin Loscielnakv
- Karma de Joël Casano
- Transit de Marc Lobet
- Prédiction de Pierre Stine
- Prévention Sida de Gérard Corbiau
- 1983 : Ballade sanglante, de Sylvain Madigan

#### Longs métrages
- 1976 : Calmos
- 1979 : La Dérobade
- 1980 : Les Charlots contre Dracula : Bertha
- 1981 : Pétrole ! Pétrole ! : Mme Tardel
- 1982 : Interdit aux moins de 13 ans : La mère de Chantal
- 1982 : Le Corbillard de Jules
- 1983 : Bancals
- 1983 : L'Homme blessé
- 1983 : Attention ! Une femme peut en cacher une autre : Infirmière
- 1985 : Diesel de Robert Kramer
- 1985 : Les Nanas
- 1986 : La Femme secrète
- 1987 : Hôtel de France : The owner
- 1990 : Maman de Romain Goupil : Marianne
- 1990 : La Discrète de Christian Vincent : femme dans le restaurant
- 1992 : 588, rue Paradis d'Henri Verneuil
- 1992 : Pardon Cupidon de Marie Mandy
- 1994 : Les Faussaires de Frédéric Blum : La femme de Ryckmans
- 1997 : J'ai horreur de l'amour de Laurence Ferreira Barbosa : Yvette
- 1998 : La Femme du cosmonaute de Jacques Monnet
- 1998 : Sucre amer de Christian Lara : Marie
- 1999 : Est-Ouest de Régis Wargnier : l'habilleuse
- 1999 : La Maladie de Sachs : Mme Renard
- 1999 : La Cuisine de maman : La Mère
- 2001 : The Château : Sabine
- 2001 : Trois huit : la mère de Pierre
- 2002 : La Mystérieuse mademoiselle C. : Nadine
- 2002 : Notre Père
- 2003 : Lovely Rita, sainte patronne des cas désespérés : Murielle

### Télévision
- 1969 : Jacquou le croquant de Stellio Lorenzi (feuilleton) : Madeleine
- 1981 : Messieurs les jurés, L'Affaire Bernay de Jacques Krier
- 1982 : Les Prédateurs (TV) : L'infirmière
- 1987 : Qui c'est ce garçon? (feuilleton TV) : La femme du directeur
- 1988 : Un cœur de marbre (TV)
- 1990 : Le Diable au corps (TV)
- 1990 : Watatatow (série télévisée) : Irène Vanderbuilt (1999-2001)
- 1992 : Les bains de Jouvence de Marc Rivière
- 1993 : Mayrig (feuilleton TV)
- 1993 : Flash, le reporter-photographe de Philippe Triboit
- 1995 : Maigret, épisode L'Affaire Saint-Fiacre (TV) : Marie Tatin
- 1995 :  Sandra, princesse rebelle  de Didier Albert : Sandra
- 1995 : Ons geluk de Serge Leurs
- 1996 : Le Pantalon d'Yves Boisset
- 1998 : La sixième cible Marc André Grynbaum
- 1998 : Les Vacances de l'amour Épisode "L'Angoisse des profondeurs" de Philippe Liaini
- 1999 : Vérité oblige
- 2000 : Julie Lescaut, épisode 5 saison 9, L'ex de Julie de Pascal Dallet : secrétaire Vignard
- 2001 : Les Voies du paradis (TV)
- 2001 : L'Or (série télévisée) : Lili
- 2003 : Commissaire Moulin Épisode "La pente raide" : Elisabeth
- 2004 : Le Président Ferrare: L'affaire Pierre Valéra (TV) : Hélène Ferrare
- 2004 : Une femme dans l'urgence (TV) : Antonia
- 2009 : Un village français : Morvandieu
- 2010-.... : Nicolas Le Floch (série TV) : Catherine
- 2015 : Meurtres à Collioure de Bruno Garcia : Maria Sanchez

## Théâtre
- 1977 : Hier dans la nuit de Zelda "art drama-danse" de Denis Llorca, mise en scène Serge Keuten, Denis Llorca, Théâtre de la Plaine
- 1984 : L'Opéra de quat'sous de Bertolt Brecht, mise en scène Jean-Louis Martin-Barbaz, Bordeaux, Centre dramatique national du Nord-Pas de Calais
- 1992 : La Ronde d'Arthur Schnitzler
- 1992 : La Vita breve de Paul Willems, mise en scène Henri Ronse
- 1993 : Le Voyage de Mozart à Prague de Philippe Caspar, mise en scène Charles Kleinberg
- 1993 : Gosses de merde de et mise en scène Isabelle Quadens et Xavier Percy
- 1993 : L'Avare de Molière
- 1994 : Casanova a Spa d'Arthur Schnitzler
- 1995 : La Fausse Suivante de Marivaux
- 1995 : Hommage à Jean Giraudoux
- 1998 : Le Menteur de Corneille
- 1998 : La Suite du menteur Corneille
- 2002 : La Mouette d'Anton Tchekhov, mise en scène Philippe Calvario,Théâtre national de Bretagne, Théâtre des Célestins, Théâtre des Bouffes du Nord
- 2009 : Oncle Vania d’Anton Tchekhov, mise en scène Claudia Stavisky, Théâtre des Bouffes du Nord, Théâtre du Gymnase, Théâtre National de Nice, Théâtre des Célestins, tournée
- 2011 : Les Acteurs de bonne foi de Marivaux, mise en scène Robert Bouvier, Théâtre du Passage Neuchâtel, Théâtre de l'Atalante Paris
- 2011 : L'Épreuve de Marivaux,  mise en scène Agathe Alexis, Théâtre de l'Atalante Paris